# 座散乱木遺跡
座散乱木遺跡（ざざらぎいせき）は、宮城県大崎市岩出山（旧・岩出山町）下野目字座散乱木の江合川流域にある後期旧石器時代から古代にかけての遺跡。かつて前期旧石器時代のものとされていた。
2000年（平成12年）11月に捏造であることが発覚（旧石器捏造事件）し、検証調査を経て2002年（平成14年）12月9日で国の史跡としての指定が解除された。
北東-南西方向150m、北西-南東方向300mに及んでいるが、その中心位置は、北緯38度38分28.86秒 東経140度54分05.07秒 / 北緯38.6413500度 東経140.9014083度である。

## 概要
1976年（昭和51年）から、県内の考古学研究者と在野の研究グループ石器文化談話会（岡村道雄、鎌田俊昭、柳田俊雄、梶原洋、横山裕平ら旧石器専門家指導による民間研究会。1976年（昭和51年）結成。東北旧石器文化研究所の前身）により、岩宿遺跡より前の石器文化を探求する調査が進められ、1981年（昭和56年）には約4万年前の遺跡との報告が出された。
ところが、2000年（平成12年）11月の旧石器捏造事件発覚後の検証調査の2002年（平成14年）の報告により、前期・中期旧石器時代ではなく、後期旧石器時代（約3万～1万2千年前）から縄文時代草創期から古墳時代の遺跡であるとされた。
結局、宮城県内の藤村新一が関与した148遺跡のうち、後期旧石器時代の遺跡と認定されるのは19遺跡に留まり、残りの129遺跡は旧石器時代の遺跡ではないとされた。

## 研究史
- 1974年　藤村新一が岩出山町座散乱木の農道近くで縄文時代の遺物を採取、地元の研究者のもとに持ち込み、その後の調査で旧石器時代の重要な遺跡と判断される[10]。
- 1976年　宮城県岩出山町（現大崎市）座散乱木遺跡第1次発掘調査（石器文化談話会）。東北大学考古学教室の芹沢長介により、門下生の岡村道雄が発掘の責任者として派遣される[10]。岡村は、大陸と陸続きだった日本列島に前期旧石器の遺跡が存在するという仮説を発表[11][12]。
- 1978年12月　石器文化談話会「宮城県座散乱木遺跡」『日本考古学年報』29号、石器文化談話会編 『座散乱木遺跡発掘調査報告書』石器文化談話会第1集
- 1978年　『座散乱木遺跡第2次発掘調査（石器文化談話会）
- 1980年　 座散乱木遺跡の露頭で石器の「抜き取り調査（上層の新しい土層から下層の古い土層へと面的に掘り下げていく一般的な掘削方法ではなく、崖の断面を削って石器の有無を調べる方法）」。発掘調査で抜き取りされた石器が上述の岡村の仮説にある旧人の尖頭器であるとされ、日本に前期旧石器時代があった証拠として「世紀の大発見」と言われた。
- 1980年3月　岡村道雄・鎌田俊昭「宮城県北部の旧石器時代について」『東北歴史資料館研究紀要』6号
- 1981年4月　石器文化談話会編『座散乱木遺跡発掘調査報告Ⅱ』石器文化談話会誌第2集
- 1981年　座散乱木遺跡第3次発掘調査（石器文化談話会、4万年前と発表）
- 1982年1月　岡村道雄「新遺跡レポート座散乱木遺跡の前期旧石器」『歴史読本』27巻1号
- 1982年3月　石器文化談話会編『旧石器時代の岩出山－座散乱木遺跡－』
- 1982年4月　岡村道雄「座散乱木遺跡」『宮城県百科事典』
- 1982年　岡村道雄「座散乱木遺跡第3次発掘調査」(日本考古学協会第48回総会研究発表要旨)
- 1982年　石器文化談話会「座散乱木遺跡第3次発掘調査概報」
- 1983年　石器文化談話会「パネルディスカッション　座散乱木遺跡をめぐる自然科学的アプローチ」
- 1983年4月　石器文化談話会編『座散乱木遺跡発掘調査報告書Ⅲ』石器文化談話会誌第3集
- 1983年12月　鎌田俊昭・岡村道雄「宮城県座散乱木遺跡－最古の石器群をめぐる問題」『探訪先土器の遺跡』
- 1997年　座散乱木遺跡が文化庁により国の史跡に指定される。
- 2000年10月　毎日新聞が上高森遺跡第6次、総進不動坂遺跡第3次発掘での藤村新一の捏造行為を写真撮影、11月5日同紙報道により旧石器捏造事件発覚。
- 2001年11月　日本考古学協会、座散乱木遺跡再発掘調査について、具体的な調査内容や体制の整備をするべく検討を開始。
- 2001年12月　文部科学省、高校日本史を発行する教科書出版8社が申請した座散乱木遺跡・馬場壇遺跡の削除を承認。
- 2002年4月18日　岩出山町生涯学習センターで、座散乱木遺跡発掘調査団[13]、文化庁、宮城県教育委員会、岩出山町により、再発掘調査についての説明会開催[14]。
- 2002年4月26日　座散乱木遺跡検証発掘調査開始。6月13日調査終了、6月15日調査団公式ホームページの更新終了。日本考古学協会による石器検証や検証発掘により、第1次～3次の発掘資料は疑義が濃厚で意識的に埋め込まれたものとされたが、検証発掘で第5～6層から出土した6点の石器は後期旧石器時代ないしは縄文時代草創期のものであることから、後期旧石器時代の遺跡である可能性があるとされた[15]。
- 2002年12月　座散乱木遺跡にかかる国の史跡の指定が解除される[16][3]。